# 399 Park Avenue
399 Park Avenue es un edificio de oficinas de 41 pisos que ocupa toda la cuadra entre Park Avenue y Lexington Avenue y las calles 53 y 54 en Midtown Manhattan, Nueva York. El edificio fue la sede mundial de Citigroup desde 1961 cuando se mudó del Edificio National City Bank hasta 2015 cuando la empresa se mudó al 388 Greenwich Street.

## Historia
El lote de construcción fue ensamblado por Vincent Astor, quien inicialmente planeó construir un Astor Plaza de 46 pisos en el sitio. Astor tuvo problemas para completar el montaje de los lotes de edificios en su mayoría residenciales, ya que una farmacia resistió. En 1974, la compañía abrió el anexo del Citigroup Center al otro lado de Lexington hacia el este. En 1987, Citigroup vendió un tercio de su participación en el edificio junto con dos tercios de su participación en Citigroup Center a Dai-Ichi Mutual Life Insurance Company por 670 millones de dólares. En ese momento, Citigroup dijo que mudaría muchas de sus oficinas a One Court Square en Long Island City, Queens. Citigroup se mudó de los dos tercios superiores del edificio pero mantuvo los pisos inferiores. Posteriormente, Citigroup recompró su participación en el edificio.
En 2002, Boston Properties compró el edificio por 1060 millones de dólares superando a otros postores, incluidos Brookfield Office Properties, Equity Office Properties, Vornado Realty Trust, RFR Holdings y Paramount Group. Boston Properties pagó más de 630 dólares por pie cuadrado, que fue el precio más alto jamás pagado por un edificio de oficinas en ese momento. Boston también compró el cercano Citigroup Center. Luego, Citigroup alquiló su sede a Boston Properties hasta 2017. Después de que los ataques del 11 de septiembre dañaran gran parte de su sede en Brookfield Place, Lehman Brothers arrendó 37 m² en el edificio hasta su quiebra en 2008. Otros antiguos inquilinos incluyeron las firmas de abogados Caplin &  Drysdale, que se mudaron a 600 Lexington Avenue y Wilmer Cutler Pickering Hale and Dorr, que se mudó a 7 World Trade Center.
En diciembre de 2013, Citigroup anunció que trasladaría su sede mundial a 388 y 390 Greenwich Street en Tribeca, un complejo que había comprado a SL Green Realty en 2016.